# Pensacola poecilocilia
Pensacola poecilocilia là một loài nhện trong họ Salticidae.
Loài này thuộc chi Pensacola. Pensacola poecilocilia được Lodovico di Caporiacco miêu tả năm 1955.